# Sia
Sia Kate Isobelle Furler (Adelaida, 18 de diciembre de 1975), conocida simplemente como Sia, es una cantante, compositora, productora, actriz, directora y escritora australiana. Desde 2018 forma parte del supergrupo LSD junto a Labrinth y Diplo.
En 2014, su sencillo «Chandelier» fue un éxito a nivel mundial. Su álbum de 2008, Some People Have Real Problems alcanzó su máxima posición en el top 20 del Billboard 200. En los ARIA Music Awards de 2009 ganó el premio al Best Music DVD, recibió seis nominaciones en los premios ARIA Music Awards de 2010, ganó a la mejor publicación independiente y mejor lanzamiento pop por su álbum We Are Born, y mejor video para la canción «Clap Your Hands». Furler también ha colaborado y tocado con Zero 7, Christina Aguilera y posteriormente con David Guetta, Flo Rida, Zayn, Pink, Afrojack, Labrinth, Diplo, Britney Spears, Jennifer López, Jessie J, Katy Perry, Rihanna, Nicky Jam, Shakira, Eminem, Ariana Grande, The Weeknd, Adele, entre otros. Colaboró en el éxito «Titanium» con el DJ David Guetta y en el sencillo «Wild Ones» con el rapero Flo Rida, alcanzando el éxito internacional por primera vez en 2011.
En 2005, su canción «Breathe Me» se utilizó en las últimas escenas de la serie de televisión estadounidense Six Feet Under. También dicha canción acompañaba a uno de los tráileres del videojuego Prince of Persia lanzado en 2008. En 2013 grabó, junto a The Weeknd y Diplo, su nuevo sencillo titulado «Elastic Heart», que apareció en la película Los juegos del hambre: en llamas.
En 2014 publicó un nuevo álbum con el título 1000 Forms of Fear. El álbum debutó en el número 1 en el conteo estadounidense Billboard 200, vendiendo en su primera semana más de 52 000 copias. También alcanzó la cima de las listas de Australia y Canadá. Su primer sencillo, «Chandelier», que fue lanzado el 17 de marzo de 2014, se convirtió en un top 10 mundial en las listas de éxitos. También alcanzó el puesto número 8 en el conteo estadounidense de Billboard Hot 100, convirtiéndose en la primera canción de Sia que ingresa en la lista como artista principal. Los siguientes sencillos, «Eye of the Needle» y «Big Girls Cry», fueron lanzados en junio de 2014. La versión solista de Sia de «Elastic Heart» canción que fue escrita con The Weeknd, fue lanzada en enero de 2015. En noviembre de 2017 publicó su primer álbum navideño, Everyday Is Christmas. En 2018 formó el grupo musical LSD junto a Labrinth y Diplo, su primer sencillo fue Genius que en TikTok se viralizó, haciendo que sea la segunda canción más reconocida del supergrupo LSD, lanzó su primer álbum de estudio en abril de 2019.
Se le considera una de las artistas más influyentes de la industria musical a nivel mundial, ya que ha sido responsable de muchos éxitos de otros artistas, puesto que los ha escrito o coescrito. Se destacan temas como «Let Me Love You (Until You Learn to Love Yourself)» de Ne-Yo, «You Lost Me» de Christina Aguilera, «Diamonds» de Rihanna, «Pretty Hurts» de Beyoncé, «Perfume» de Britney Spears, «Loved Me Back to Life» de Celine Dion, «Sexercize» de Kylie Minogue, «Try Everything» de Shakira, «Chained to the Rhythm» de Katy Perry, y «Crying In The Club» de Camila Cabello, entre muchos otros.

## Biografía

### 1975-1995: Primeros años y comienzo de su carrera
Sia Furler nació en Adelaida, Australia, el 18 de diciembre de 1975. Su padre, Phil B. Colson, era músico en varias bandas incluidas Foreday Riders, Rum Jungle, Fat Time, Jump Back Jack y Mount Lofty Rangers. Su madre, Loene Furler, es cantautora, música y profesora de arte,al tener dos padres músicos hizo que Sia le interesara más la música. y también participó en los coros para Mount Lofty Rangers. Sus padres también formaban parte de The Soda Jerx, una banda de rockabilly de Adelaida. Sia es la sobrina de Kevin Colson, actor y cantante británico. En su entrevista con NPR en 2008, dijo que había imitado a otros cantantes durante su crecimiento, nombrando a grandes personalidades como Aretha Franklin, Stevie Wonder y Sting como sus influencias de la infancia. Estudió en la escuela primaria de Adelaida del Norte. En la adolescencia concurrió a Adelaide High School, donde se graduó en 1994.
A mediados de la década de los 90, Sia comenzó una carrera como cantante de la banda de acid jazz Crisp. Sia colaboró con la banda y contribuyó con su voz a sus dos álbumes: Word and the Deal (1996) and Delerium (1997). Para 1997, la banda se disolvió, y Sia lanzó su álbum de estudio debut como Sia Furler titulado OnlySee por Flavoured Records en Australia. El álbum vendió 1200 copias.
Fue descubierta como cantante en un bar de karaoke, mientras estaba en Italia durante un año sabático en la universidad. En declaraciones a Gigwise, Sia explicó cómo ocurrió: "Me levanté y canté en este bar de karaoke en Italia. No me gustaba ninguna de las canciones que tenían, así que sólo tuve que aplaudir con mis manos y cantaron "Lean On Me" de Bill Withers". Debido a su particular forma de cantar, a Furler se le ofreció la oportunidad de grabar una canción de un DJ local que se encontraba en el bar. Catorce años después, todo parece bastante distante y divertido, tal como Sia narra con celebración y risas: "Yo tenía diecisiete años y escribí sobre el racismo y la homofobia, tenía un mensaje y quería cambiar el mundo. Luego volví a la Universidad de Adelaida (Adelaide High School) para terminar de estudiar italiano y política, pero lo odiaba, después de haber pasado un año fuera de la escuela, así que la dejé de inmediato".

### 2000-2007:Healing is DifficultyColour the Small One
En 2000, Furler firmó un contrato con el sello discográfico Sony Music una sub-discográfica de Dance Pool. Mientras vivía en Londres, actuó con coros de Jamiroquai, una banda de jazz funk británica.
El 9 de julio de 2001, ella lanzó su primer álbum en solitario como Sia, Healing is Difficult, una ecléctica mezcla de R&B y jazz, que fue acogida favorablemente por la crítica. Todas las canciones fueron escritas o coescritas por Furler y fue coproducido por Furler y Blair Mackichan. El álbum incluía las canciones "Drink to Get Drunk" y "Little Man", que se hizo popular en las discotecas británicas. El sencillo del álbum "Taken for Granted", alcanzó la posición número 10 en el UK Singles Chart durante una semana, del 3 de junio de 2000, pero se mostró en la tabla durante cinco semanas seguidas. Descontenta con la promoción del álbum, Furler despidió a su director, abandonó Sony Music y firmó con Go! Batir Records, una filial de Universal Music Group. En los APRA Awards de 2002, Furler ganó en la categoría de "Compositor de Revelación" junto a la banda de pop Aneki, Jennifer Waite y Grant Wallis.

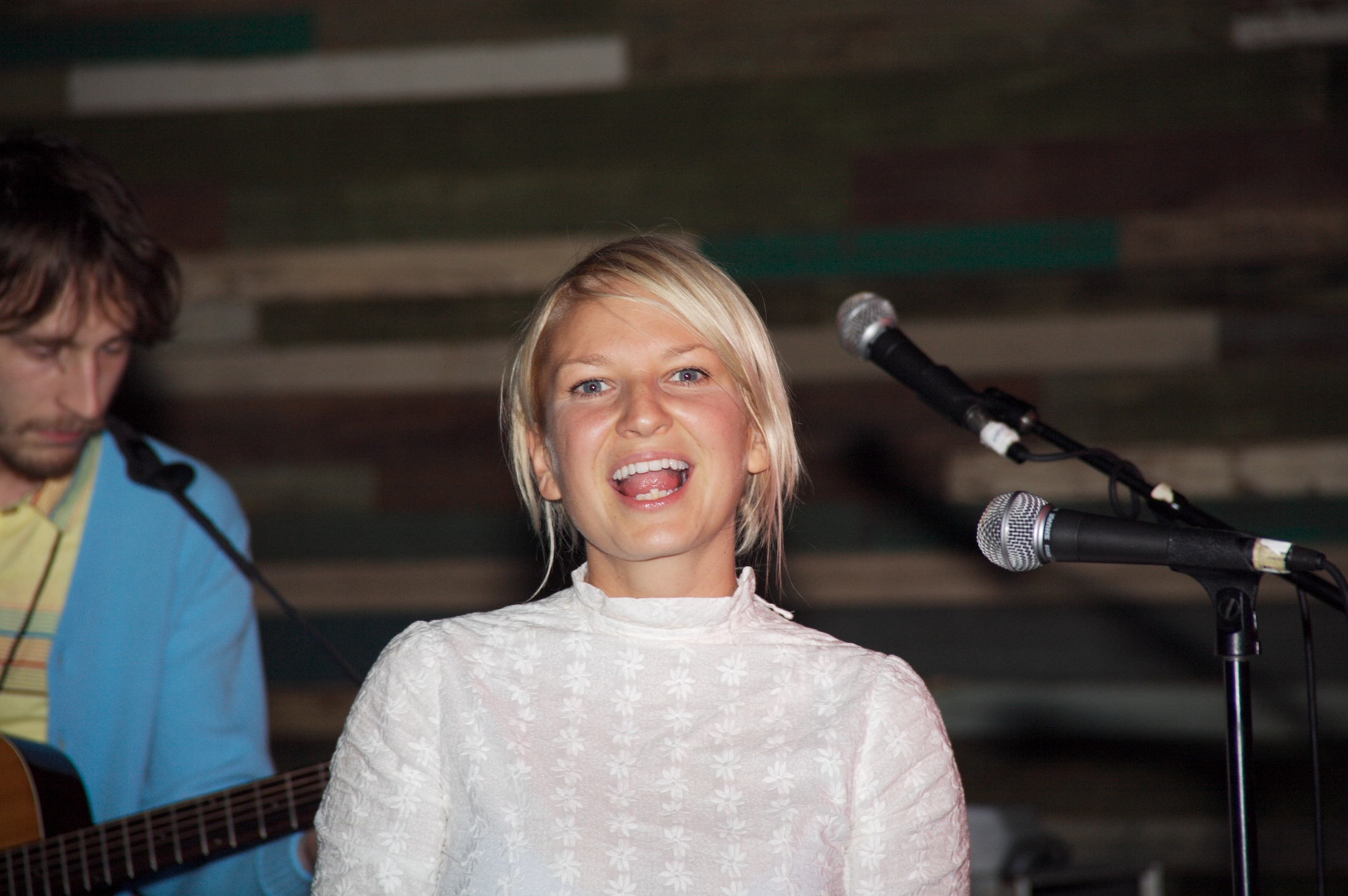
Sia en "The Parish" en Austin, 2006

En 2003, Furler publicó un extended play, Don't Bring Me Down, su canción principal fue utilizado en los títulos finales de la película francesa, 36 Quai des Orfèvres.
Su segundo álbum, Colour the Small One, fue lanzado en Australia el 19 de enero de 2004 y en Europa a finales de ese año. Con este álbum downtempo, Furler había de emplear una mezcla de instrumentos acústicos y electrónicos de respaldo a su material, lo que llevó a comparaciones con artistas como Dido y Sarah McLachlan. Se presentó "The Bully", que era una colaboración con el músico estadounidense Beck Hansen. Dos canciones nuevas fueron coescritas con Beck y fueron registradas, pero aún no se han liberado. Colour the Small One generó los sencillos "Breathe Me" que fue el sencillo más exitoso comercialmente del álbum, alcanzando el número 71 en el Reino Unido, número 19 en Dinamarca y el número 81 en Francia, y "Where I Belong". Este último fue destinado a la banda sonora de Spider-Man 2, su portada muestra a Furler vestida con un traje de Spider-Man. Sin embargo, debido a un conflicto con el sello discográfico, fue expulsada de la discográfica. Seis canciones del álbum habían sido coescritas con su bajista faris, Samuel Dixon.

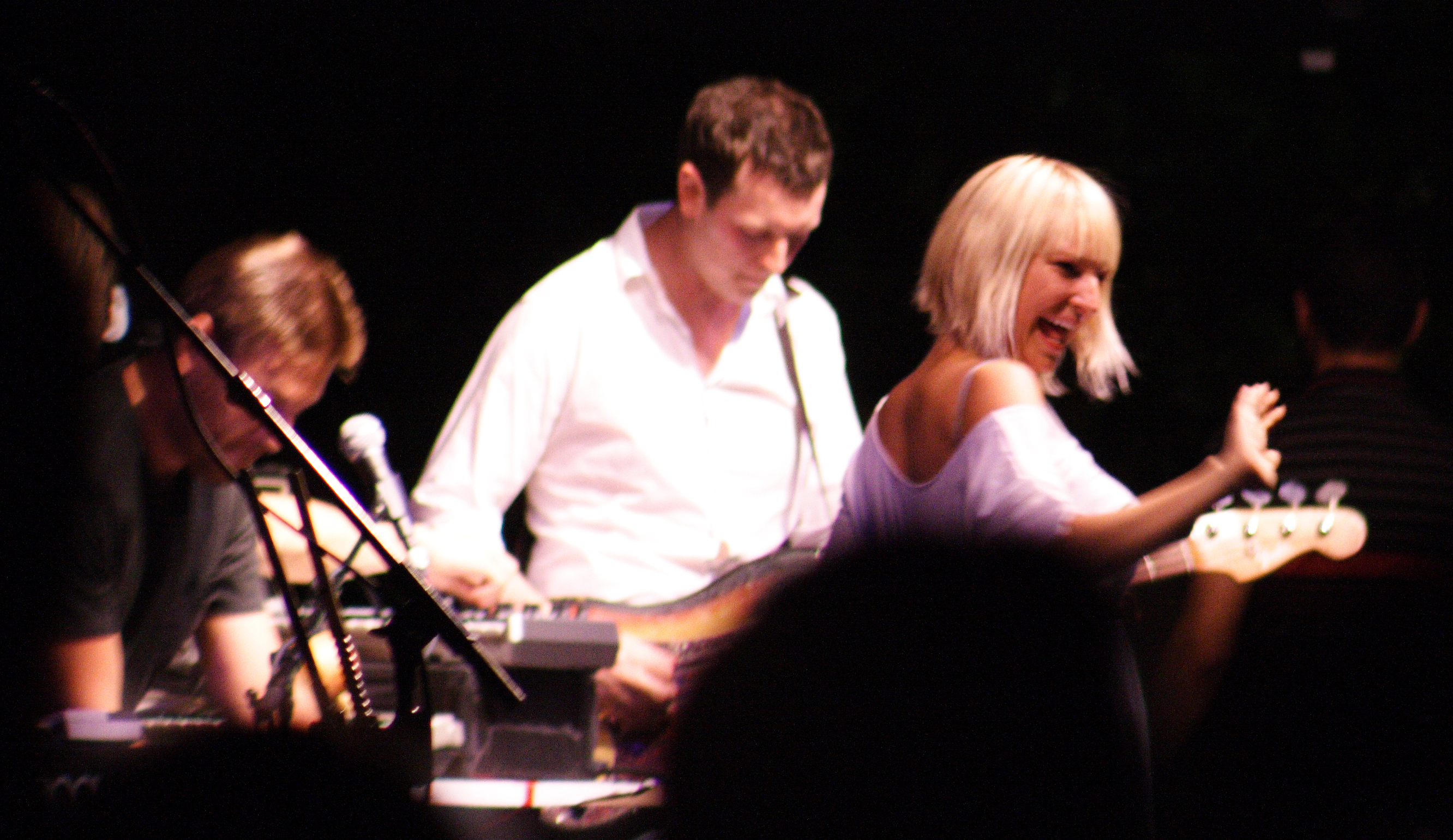
Sia Furler cantando con Zero 7 en septiembre de 2006.

A principios de 2005, Furler dejó Go! Beat Records, decepcionada por la escasa promoción que la compañía hizo de su álbum, y la incapacidad de la contraparte de la etiqueta EE. UU. para recoger el expediente. Se mudó a Nueva York. Mientras tanto, "Breathe Me" apareció en el final de la serie de televisión de HBO de EE. UU. Six Feet Under, lo que ayudó a aumentar la fama de Sia en los Estados Unidos. En consecuencia, el mánager de Sia, David Enthoven, creó una gira por todo el país para mantener su éxito, y la emisión del Fashion Show de Victoria's Secret de 2006. También fue utilizado en un episodio de la BBC "Luther" (temporada 1, episodio 5). La pista había sido autorizada a Astralwerks - que también produce la banda sonora de "A dos metros bajo tierra" - Colour the Small One fue dada un lanzamiento americano de esa etiqueta a principios de 2006. Furler realizó una gira por los EE. UU. a lo largo de ese año, la promoción del álbum y la promoción cruzada de la quinta temporada en DVD de "A dos metros bajo tierra". La versión de EE. UU. del álbum incluye cuatro bonus tracks: "Broken Biscuit" (de Don't Bring Me Down), "Sea Shells" (el lado B de "Breathe Me" en el Reino Unido) y dos remixes de "Breathe Me" de Four Tet y Ulrich Schnauss.

### 2008-2009: Zero 7,Lady CroissantySome People Have Real Problems

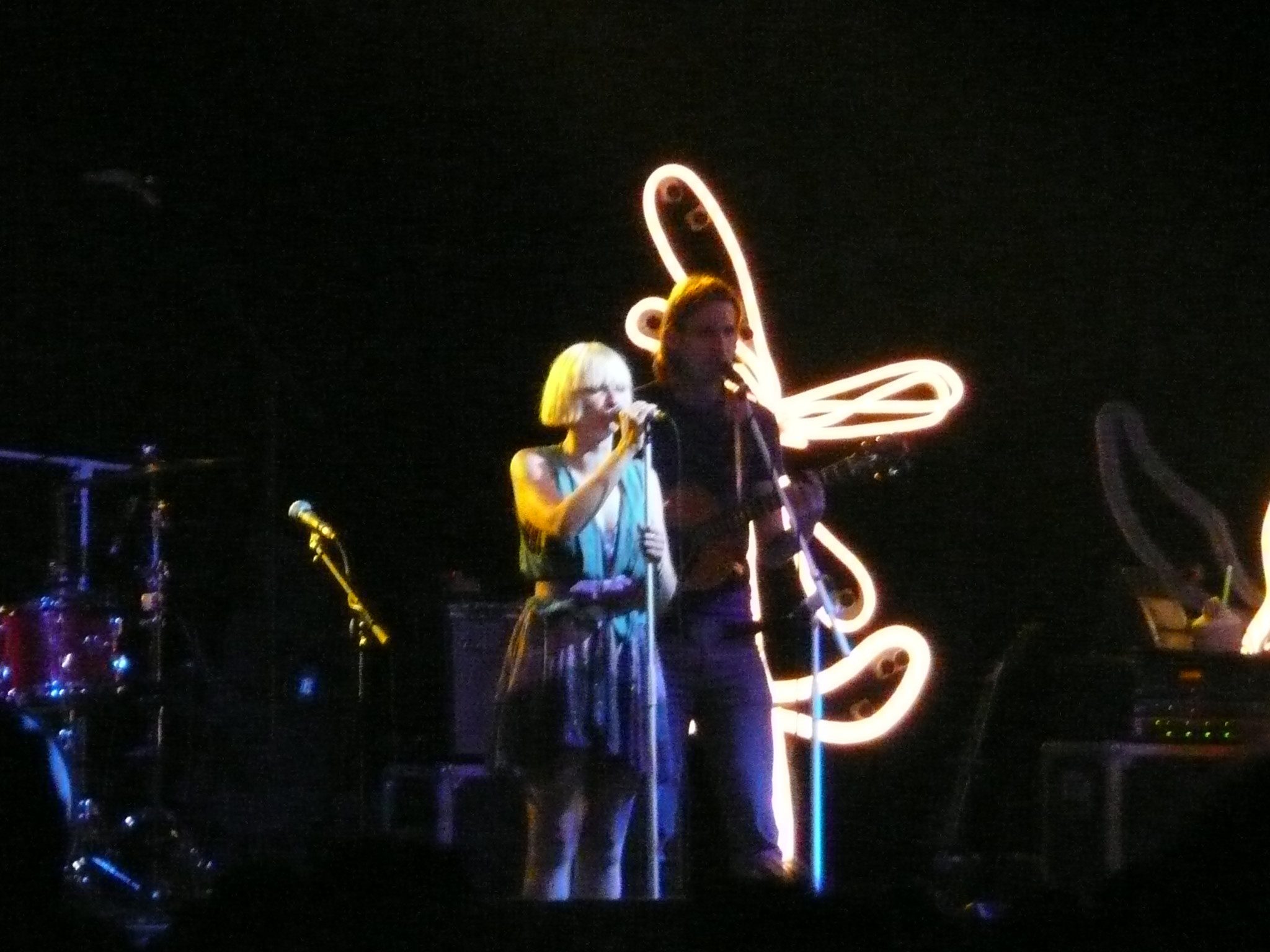
Sia cantando en un recital en 2008

Sia también proporcionó su voz para el grupo británico downtempo Zero 7 (dúo musical de Henry Binns y Sam Hardaker) en sus primeros tres álbumes de estudio y en una gira con el grupo. Ella se escucha en sus éxitos "Destiny" que alcanzó el puesto número 30 en la lista UK Singles Chart. y "Distractions" de su álbum debut, Simple Things, lanzado en abril de 2001. Su segundo álbum, When It Falls apareció en marzo de 2004 y contó con las voces de Furler en las canciones "Somersault" y "Speed Dial No. 2". Su tercer álbum, The Garden emitida en mayo de 2006, se encontraron seis contribuciones de Furler, con dos ("Throw It All Away" y "You're My Flame") lanzados como sencillos en el Reino Unido y América del Norte. Simple Things alcanzado el Top 30 en los UK Albums Chart y ambos When It Falls y The Garden alcanzó su punto máximo en los 5 primeros. También grabó el sencillo "The Snake" con Tom Dice.
El 3 de abril de 2007, Furler lanzó un álbum en vivo, Lady Croissant, en los EE. UU. Contaba con ocho canciones en vivo de su presentación en abril de 2006 en la Ballroom Bowery de Nueva York. Un tema nuevo estudio - "Pictures" - fue incluida en el álbum. Marissa Brown de Allmusic opinaba sobre el Álbum: "Las grabaciones suenan bien, la banda..., firme y exuberante y Sia es ella misma en su terreno, su voz rica y apasionada."
El 8 de enero de 2008 Sia lanzó el disco Alguna gente tiene problemas reales.

### 2010-2012:We Are Born, Titanium y reconocimiento mundial
Desde el año 2007 Sia estableció contacto con Christina Aguilera, para luego, durante el año 2009, junto con Samuel Dixon colaborarán con Aguilera en algunas pistas para el sexto álbum de estudio de la cantante estadounidense, Bionic (2010). Tres de las canciones fueron incluidas en la versión estándar y una cuarta fue incluida en la edición de lujo. Sia, Aguilera y Dixon también coescribieron "Bound to You" para la banda sonora de Burlesque, para Aguilera quien coprotagonizó dicha película junto a Cher. "Bound to You" fue nominada para el Globo de Oro del 2010 a la Mejor Canción Original.
En mayo de 2011, Sia apareció en la temporada inaugural de la versión de EE. UU. del concurso de canto, The Voice, como asesora de Aguilera, quien participó como entrenadora vocal y juez.

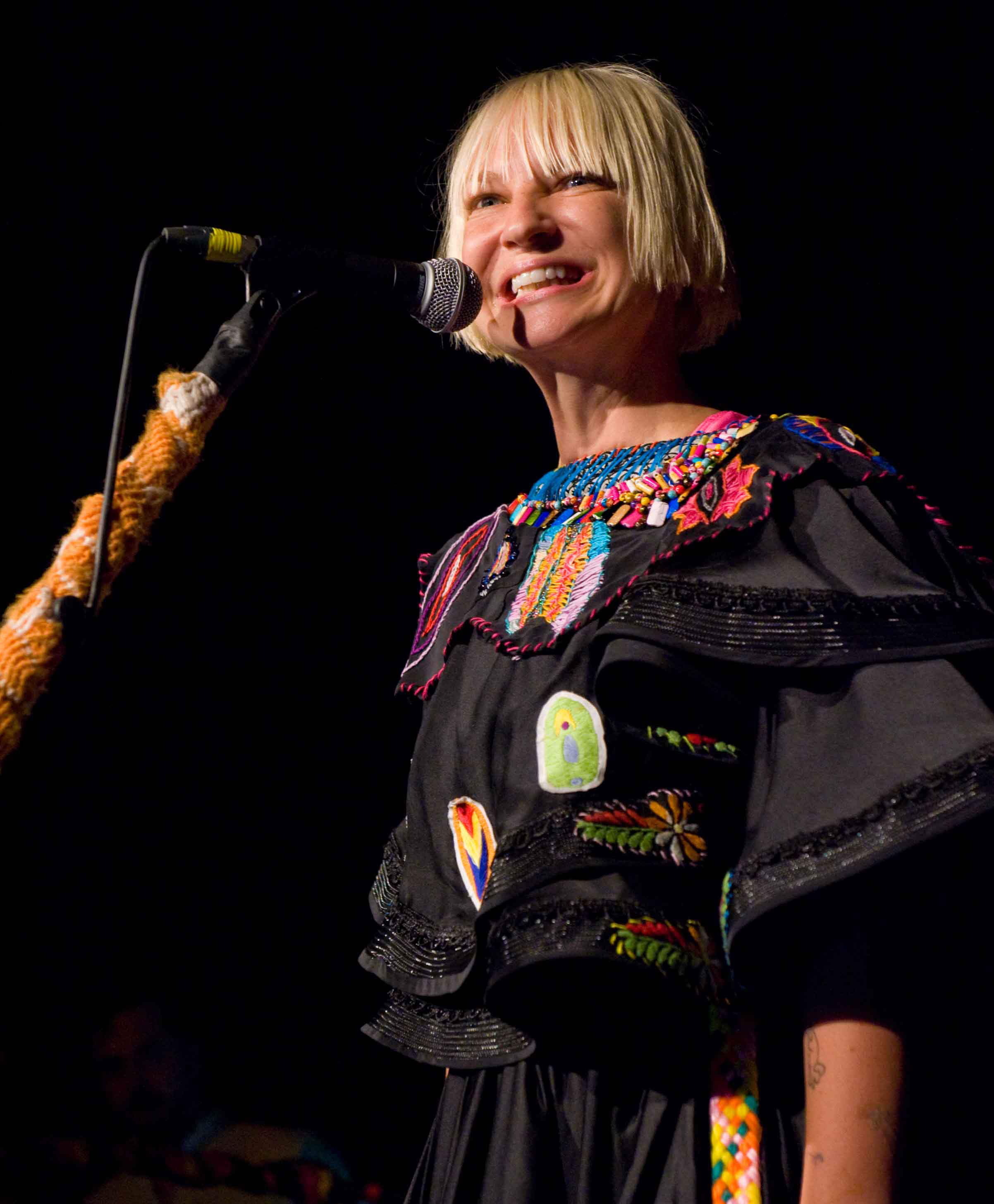
Sia durante un concierto en Seattle (2011).

Sia lanzó su cuarto álbum de estudio, We Are Born, el 18 de junio de 2010. Ella había interpretado algunas de las canciones del álbum ("You've Changed", "The Co-dependent" y "Clap Your Hands") durante sus giras 2009-2010. En 2008, "The Co-Dependent" se esperaba que fuese parte de un proyecto de pop animado, "The H-crusaders" pero el proyecto fue cancelado. El primer sencillo del álbum, "Clap Your Hands" fue publicado en mayo recibiendo críticas mayormente positivas. La canción "You've Changed" fue estrenada en el blog de música, Sheena Beaston, el 18 de noviembre de 2009. Fue coescrita con Lauren Flax, DJ y productor americano, y fue lanzado originalmente en 2008 por Flax, Sia lo editó en 2010 para We Are Born. "You've Changed" alcanzó el puesto número 31 en la lista de sencillos del ARIA y fue puesta en la serie de televisión The Vampire Diaries, mientras que "I'm In Here" (en su versión piano-vocal) se utilizó en Gossip Girl, Rookie Blue, The Nine Lives of Chloe King y Nikita.
Sia recibió seis nominaciones en los premios ARIA Music del 2010, en las que ganó "Mejor Publicación Independiente" y "Mejor Lanzamiento Pop" para We Are Born mientras que el "Mejor Vídeo" fue para Kris Moyes por "Clap Your Hands ". El álbum también fue nominado para "Álbum del Año", y "Clap Your Hands" fue nominado para "Single del Año". "Clap Your Hands" alcanzó el puesto n.º 17 en el ARIA Singles Chart. Además de haber recibido una nominación junto al compositor Samuel Dixon en el año 2011 para los premios APRA, el álbum fue disco de oro por la Recording Industry Association de Australia en 2011 por la venta de 35.000 copias.
De acuerdo a su sitio de Twitter, Sia quería aparecer en el show de Oprah Winfrey en la temporada de 2010. Sia no apareció en el show, aunque en el tráiler de la última temporada de Oprah aparece "Breathe Me". En junio de 2010, Sia canceló sus compromisos de gira y más tarde anunció que había sido diagnosticada con la Enfermedad de Graves, después de un descanso y un tratamiento el tour se reanudó desde enero de 2011. Ella actuó en el Big Day Out en conciertos en Nueva Zelanda y Australia. Además que su gira en Australia comenzó en febrero. Durante el Royal Rumble 2012, un Pay-per-view producido por la WWE, en una promo destacada entre las luchas programadas, la canción junto a Flo Rida "Wild Ones" se utilizó en el fondo. La canción más tarde se presentó en las siguientes semanas para el contenido de varios eventos de la WWE y más tarde se anunció como una de las canciones de la WWE del año. Sia también prestó su voz para la canción de David Guetta "Titanium" publicada el 5 de agosto de 2011, que se puede encontrar en su álbum Nothing But The Beat. Sia también realizó esta canción en vivo junto a Guetta en el Coachella Valley Music and Arts Festival en 2012, así como con la canción de 2012 de Guetta "She Wolf (Falling to Pieces)".
El 30 de marzo de 2012, Sia lanzó su álbum de grandes éxitos titulado Best Of... El cual alcanzó el puesto número 27 en la lista de álbumes de Australia.

### 2013: Colaboraciones en Soundtracks y su Manifiesto Anti-Fama
Sia grabó canciones para la banda sonora de dos películas de gran presupuesto del 2013: "Kill and Run" para el El gran Gatsby; y "Elastic Heart" para la banda sonora de la película Los juegos del hambre: en llamas. Sia grabó esa versión de "Elastic Heart" en colaboración con The Weeknd, siendo lanzada como el segundo sencillo de la banda sonora de Los juegos del hambre: en llamas. La canción, lanzada en octubre de 2013, entró en las listas de Australia, Bélgica, el Reino Unido y el Top 10 de Nueva Zelanda. Esta canción sería regrabada, ya con una interpretación individual, para su siguiente disco del 2014.
El día 11 de julio de 2013, Britney Spears anuncia en su cuenta de Twitter que se encuentra escribiendo canciones con Sia para su nuevo álbum. Y posteriormente fue lanzada como segundo sencillo del álbum Britney Jean la canción "Perfume" compuesta por ambas cantantes. Según Spears es su balada favorita, y su canción preferida del álbum.
A principios del 2014 se filtró una sesión acústica de la canción, el 8 de julio de 2014, interpretada a dúo por las dos cantantes. En agosto del 2013, Sia anunció que se encontraba trabajando con la estrella Jennifer Lopez en su álbum A.K.A. que salió a la venta en 2014. Sia comentó en su cuenta de Twitter que quedó impresionada con la voz de J.Lo y por la sencillez de la famosa intérprete. Además en septiembre, Furler anunció que se encontraba trabajando con el cantante Robbie Williams en el noveno álbum de estudio del músico:Swings Both Ways.
En 2013 anunció a través de su cuenta de Twitter que se encontraba trabajando en su próximo álbum junto al compositor Greg Kurstin. Según la misma Sia, su próximo álbum ya estaba terminado y se estaría lanzando para el mes de marzo del 2014.

El 25 de octubre de 2013 Sia publica en la revista Billboard su manifiesto anti-fama, que derivaría en su decisión de cubrir su rostro para proteger su privacidad. El primer párrafo de este escrito comienza así: 
"Si alguien que no es famoso supiera lo que significa, nunca querría ser famoso. Imagínense a la típica suegra con opiniones duras y completamente desinformada. A eso súmenle todos los adolescentes con computadora del mundo y luego agréguenle la gente aburrida y aquellos cuyo trabajo es informar sobre la vida de las celebridades. Imaginen esa fuerza, ese monstruo criticándote todos los días".

### 2014-2015:1000 Forms of Fear
En 2014 la cantante colaboro en el álbum homónimo de la estrella internacional, Shakira, en compañía de Fernando Garibay y Greg Kurstin en la canción "Chasing Shadows" donde realiza los coros de esta canción. En 2014 Beyoncé publicó la canción Pretty Hurts, compuesta por Sia, que antes habrían rechazado Rihanna y Katy Perry.
El 8 de julio de 2014 lanza el álbum 1000 Forms of Fear, que es una nueva producción de Sia luego de cuatro años. El álbum logró entrar en las principales listas de algunos países, entre ellos Francia, Reino Unido, Alemania, Países Bajos, Canadá y Estados Unidos.
Debutó en el número número 1 del Billboard 200 y se convirtió en su primer álbum número uno en los Estados Unidos y vendió en su primera semana más de 52.000 copias. También debutó en el primer puesto en Canadá y Australia, llegó al número 2 en Noruega, a la cuarta posición en Nueva Zelanda y Suiza y en la quinta en Dinamarca. A partir de noviembre de 2015, el álbum ha vendido 1.410.000 copias en todo el mundo. 1000 Forms of Fear fue producido por el colaborador de Furler, Greg Kurstin. Diplo coprodujo "Elastic Heart" y Jesse Shatkin coprodujo "Chandelier".
Es en 2014 también cuando en compañía de Kylie Minogue coproduce su duodécimo disco de estudio Kiss Me Once bajo el sello Parlophone y la casa del rapero Jay Z Rock Nation. El álbum fue grabado principalmente en Los Ángeles y Sia, además de ser la coproductora principal del álbum, compone las canciones "Sexercize", que sería tercer sencillo del álbum, y "Kiss Me Once" junto a otros autores.
"Chandelier" fue lanzado en las tiendas de iTunes el 17 de marzo de 2014. El video oficial fue publicado en YouTube VEVO el 6 de mayo de 2014. En él aparece la bailarina de doce años Maddie Ziegler, participante del reality show Dance Moms. La canción recibió críticas positivas, principalmente de los críticos de la música y fue un éxito comercial. Chandelier es la primera canción de la australiana en aparecer en la lista Billboard Hot 100, debutando en el #75 y siendo hasta el momento el #08 su mejor posición en la tabla como artista principal. En Francia, ingresó en el primer puesto de la lista SNEP Singles Chart. Mientras que en Bélgica obtuvo los puestos dos (Valona) y ocho (Flandes), respectivamente. En Australia y Suiza llegaron al segundo puesto en sus principales listas.
Chandelier es el primer sencillo de Sia en cuatro años. El video y la canción contienen referencias a la vida y los sentimientos de la propia cantante. Esta canción ha sido una de las más exitosas y la más vista en YouTube de Furler que cuenta con más de 2.250.000.000 reproducciones, sobresaliendo altamente, frente a otros de sus sencillos como "Clap Your Hands" y "You've Changed". El sencillo fue certificado triple platino por Australian Recording Industry Association (ARIA) y oro por Recorded Music NZ (RMNZ).
El viernes 5 de diciembre de 2014, a través de Twitter se revelaron los nominados al Grammy 2015, donde Sia está nominada en 4 categorías como "Grabación del Año", "Canción del Año", "Mejor interpretación de pop solista" y "Mejor Video Musical". El clip recibió dos nominaciones a los premios MTV Video Music Awards, en las categorías "Video del Año" y "Mejor Coreografía", ganando finalmente el segundo de ellos. En los MTV Europe Music Awards recibió dos nominaciones en las categorías "Mejor Video" y "Mejor Artista Australiano". Furler también fue nominada en los premios People's Choice Awards como "Artista Femenina Favorita" y "Artista Pop Favorito". "Eye of the Needle" y "Big Girls Cry" ambos fueron lanzados como sencillos promocionales, alcanzando el número 36 en Australia; este último más tarde alcanzó el número 18 en Francia.
El álbum recibió críticas positivas, con muchos críticos elogiando el estado de ánimo del álbum más oscuro, así como la producción, la voz de Sia y composición de sus canciones.
En 2014, la cantante colaboró en la banda sonora de Annie (dirigida por Will Gluck) con la canción "Moonquake Lake" (junto a Beck), "You're Never Fully Dressed Without a Smile" que alcanzó las listas de Polonia, Bélgica, Australia, Reino Unido y Estados Unidos donde se hace presente en el ranking de Monitor Latino. Además el tema "Opportunity" le valió una nominación a los Globo de Oro como Mejor canción original.

### 2016:This Is Acting
El 29 de enero de 2016, Sia lanza su sexto álbum: This Is Acting. Sia ya había revelado detalles del álbum por primera vez en una entrevista publicada por NME en febrero de 2015. En el artículo, se confirmó que el trabajo sobre This Is Acting había terminado y que su contenido era "más pop" que su anterior material. Esto es lo que dijo sobre su título: “Lo estoy llamando This Is Acting debido a que son canciones que estaba escribiendo para otras personas, por lo que no pensaría algo como 'esto es algo que yo diría'. Es más como un juego de acción. Es divertido”.
El 24 de septiembre de 2015, Sia publicó en su cuenta oficial de YouTubeVEVO el sencillo "Alive", el cual fue el primer sencillo de lo que sería su nuevo material discográfico, This Is Acting. Dicho sencillo cuenta con un vídeo musical el cual fue estrenado mundialmente el 5 de noviembre de 2015. Dos días antes del estreno del vídeo musical "Alive", Sia publicó en su cuenta de YouTube el segundo sencillo de This Is Acting, "Bird Set Free". Más tarde, el 10 de febrero de 2016, publicó "Cheap Thrills" en su cuenta oficial de YoutubeVEVO junto con el rapero Sean Paul. Posteriormente, el 21 de marzo de 2016, Sia publicó en su cuenta de YouTube el videoclip oficial de la canción donde salía ella en el segundo plano con su característica peluca cubriéndole la cara, y tres bailarines bailando en primer plano, uno de los cuales era Maddie Ziegler. Dicho sencillo se colocó rápidamente en las primeras posiciones de las radios de todo el mundo.
En el año 2016 la artista colabora en la banda sonara de dos películas de Disney y Pixar, el 8 de enero es publicada la canción Try Everything interpretada por la cantante Shakira para la película ganadora del Oscar "Zootopia", El 20 de mayo de 2016, hizo una aparición en el programa de Ellen DeGeneres, The Ellen DeGeneres Show, donde cantó la versión de "Unforgettable" el cual fue el tema principal de la película Buscando a Dory.
Además, Sia anunció una gira por Estados Unidos, cosa insólita, ya que desde 2011 no había dado ningún concierto. La artista se mostró un poco preocupada en la radio americana AMP Radio por este hecho, pues las giras le acarrearon varios problemas de adicción anteriormente. Además, en verano de 2016 también actuó en varios festivales de Europa; entre los países que visitó estarían Dinamarca, Portugal y Reino Unido, entre otros.
El 6 de septiembre del mismo año, Sia lanzó un sencillo inédito titulado «The Greatest», perteneciente a la reedición deluxe de This Is Acting, que contenía siete nuevas pistas entre canciones nuevas y versiones alternativas. La última canción mencionada, «The Greatest», fue un homenaje a las víctimas de la Masacre de la discoteca Pulse de Orlando donde fueron asesinadas 49 personas; es por ello que en el videoclip aparecen, también, 49 bailarines -cada bailarín representa una víctima-.
El 6 de enero de 2017, Sia lanzó el último sencillo de This Is Acting, «Move Your Body».
El 29 de mayo de 2017, Sia publicó en su cuenta personal de YouTube una canción titulada 'To Be Human' junto al cantautor inglés Labrinth. Esta canción es el tema principal de la película Wonder Woman.
El 8 de junio de 2017, Sia publicó en su cuenta personal de YouTube una canción titulada 'Free me'. El vídeo consta con la colaboración de la actriz Zoe Saldaña, la cual aparece bailando, y Julianne Moore, la cual narra la historia. Sia anunció que todos los beneficios serán donados a una campaña contra el VIH, llamada EndHIV.
El 19 de junio de 2017, Sia participa en el concierto del cantante K-pop Jack Alejandro en California, recaudando dinero para los niños de África.
El 1 de agosto de 2017 se confirmó que Sia firmó con la discográfica Atlantic Records, donde se anunció que su primer trabajo musical sería un disco de villancicos originales.
El 7 de septiembre de 2017, se lanzó la colaboración de Sia en el sencillo de "Dusk Till Dawn" del cantante Zayn Malik.
El 19 de septiembre de 2017, hizo acto de aparición el sencillo "Rainbow" para My Little Pony: La Película, donde participara como voz para el personaje Songbird Serenade.

### 2017-2021:Everyday Is Christmas, LSD yMusic
En octubre de 2017 se anunció el lanzamiento para el 17 de noviembre de 2017 de su primer disco navideño, titulado Everyday Is Christmas, un álbum de 10 villancicos originales escritos por la cantante, también coescritos y coproducidos por Greg Kurstin, cuyo primer sencillo es "Santa's Coming For Us" lanzado en las plataformas digitales el 30 de octubre de 2017, junto a la preventa del álbum. En los últimos días de abril de 2018 anuncia la formación del grupo LSD, formada junto con Labrinth y Diplo (cuyas iniciales dan nombre al grupo).
El 3 de mayo de 2018 se lanza el primer sencillo de LSD, titulado "Genius". El 10 de mayo se lanza el segundo sencillo "Audio". El 9 de agosto es lanzado junto al anuncio del Samsung Galaxy Note 9, su tercer sencillo "Thunderclouds"; y más tarde, el 30 de agosto, fue estrenado el videoclip oficial del sencillo, grabado en Barcelona, España. También está confirmado el lanzamiento de un álbum el 14 de abril de 2019. El 14 de septiembre se estrena el nuevo álbum de David Guetta 7, el que cuenta con dos colaboraciones de Sia; "Flames" y "Light Headed", la primera anteriormente lanzada a finales de marzo. El mismo día 14 de septiembre, junto a Dolly Parton, estrena un sencillo que forma parte de la banda sonora de la película Dumplin'; cuyo nombre es "Here I Am". Una semana después, el 21 de septiembre sale a la venta el sencillo 'Step by Step'; una canción original de Amazon Music; llegando a tomar las pantallas de la avenida Time Square en Nueva York como promoción. El 11 de octubre es lanzado un nuevo sencillo titulado "I'm Still Here", junto a la pre-ordenación de la nueva colaboración de Sia con Repetto. El 1 de noviembre son lanzadas 3 nuevas canciones que forman parte de la edición Deluxe del disco navideño, "Everyday Is Christmas"; estas son "My Old Santa Claus", "Round And Round" y "Sing For My Life". El mismo día sale el cuarto sencillo de LSD, titulado "Mountains". En abril de 2019 Sia respondió preguntas de sus fanes mediante Twitter, allí confirmó el lanzamiento de su nuevo álbum y una película dirigida por ella.
En enero de 2020, Furler lanzó su canción "Original", que apareció en la banda sonora de la película Dolittle. En febrero del mismo año Sia mediante Twitter anunció a sus fanáticos que tenía 2 discos listos para ser lanzados, pero que antes está concentrada en una película musical llamada ‘Music’ que se estrenará en febrero de 2021, protagonizada por Kate Hudson y la inseparable Maddie Ziegler, posterior al estreno del musical, Furler estaría liberando su nuevo trabajo musical. El 16 de febrero de 2020 se confirmó que la australiana estaría asociándose con la banda de K-pop sur-coreana BTS para una colaboración con el tema "ON" en su versión digital. El 4 de septiembre de 2020, Ozuna publicó su cuarto álbum de estudio: ENOC. En dicho álbum, aparecía una colaboración inédita con la australiana y junto a Doja Cat titulada: "Del Mar". La cual fue lanzada como sencillo junto a su videoclip el 15 de octubre de 2020.
En enero de 2021, se estrenó en los cines de Australia, Music tras varios retrasos ocasionados por la pandemia de COVID-19. En el resto del mundo se espera su estreno a lo largo de los meses de febrero y marzo, siendo estrenada en Estados Unidos el pasado 12 de febrero de 2021. La película opta a varios Premios Globo de Oro entre los que destaca: Mejor Película - Comedia o musical y Mejor Actriz de Película - Comedia o Musical. El mismo día de estreno de la película en Estados Unidos, Sia publicó el álbum: Music como banda sonora de la película, este alcanzó rápidamente la cima de iTunes a nivel mundial, es uno de los álbumes lanzados en el 2021 por una artista femenina más transmitido en Spotify y Youtube.

### 2022-presente:Reasonable Woman
En octubre de 2022, anunció a través de sus redes sociales que había terminado su décimo álbum, cuyo lanzamiento estaría previsto para 2023. El 7 de septiembre de 2023, anunció el sencillo principal del álbum titulado "Gimme Love", que fue publicado el 13 de septiembre. El álbum esta programado para ser lanzado en la primavera de 2024. En febrero de 2024, anunció el segundo sencillo del álbum titulado "Dance Alone", una colaboración con Kylie Minogue que sería publicado el 7 de febrero.

## Vida personal
En su vida sentimental mantuvo una relación con JD Samson, un integrante de la banda estadounidense Le Tigre, terminando dicha relación en 2011. Ella misma así lo explicó a través de Twitter. En agosto de 2014 se casó con el documentalista estadounidense Erik Anders Lang, del que se separó en diciembre de 2016. En 2020, Sia reveló que adoptó a dos adolescentes el año anterior. En 2019, anunció que padecía Ehlers-Danlos.

## Discografía

### Álbumes de estudio
- 1997: OnlySee
- 2001: Healing Is Difficult
- 2004: Colour the Small One
- 2008: Some People Have Real Problems
- 2010: We Are Born
- 2014: 1000 Forms of Fear
- 2016: This Is Acting
- 2017: Everyday Is Christmas
- 2021:  Music - Songs from and Inspired by the Motion Picture
- 2024: Reasonable Woman

### Álbumes con LSD
- 2019: Labrinth, Sia And Diplo Present... LSD

### Álbumes en vivo
- 2007: Lady Croissant

### EP
- 2004: Don't Bring Me Down

## Giras de conciertos
- We Meaning You Tour (2010-2012)
- Nostalgic for the Present Tour (2016-2017)

## Filmografía
Sia ha coescrito y participado en numerosas bandas sonoras:
| - The Twilight Saga: Eclipse (2010) - Burlesque (2010) - The Great Gatsby (2013) - Los juegos del hambre: en llamas (2013) - Annie (2014) - Transparent (2015) - Racing Extinction (2015) - Fifty Shades of Grey (2015) - Pitch Perfect 2 (2015) - San Andreas (2015) - Beat Bugs (2016) - The dancer (2016) - The Eagle Huntress (2016) - Zootopia (2016) - Finding Dory (2016) | - The Neon Demon (2016) - Star Trek Beyond (2016) - Lion (2016) - Cincuenta sombras más oscuras (película) (2017) - Wonder Woman (2017) - My Little Pony: La película (2017) - Cincuenta sombras liberadas (2018) - A Wrinkle in Time (2018) - Charming (2018) - Dumplin' (2018) - Vox Lux (2018) - Seven Worlds, One Planet (2019) - Dolittle (2020) |

### Papeles en el cine
| Año  | Película                                         | Rol                                  | Notas                                |
| ---- | ------------------------------------------------ | ------------------------------------ | ------------------------------------ |
| 2013 | Rihanna 777 Documentary... 7Countries7Days7Shows | Ella misma                           | Documental                           |
| 2014 | Annie                                            | Ella misma                           | Coescritora de la Banda Sonora       |
| 2017 | My Little Pony: La película                      | Songbird Serenade (voz)Himno Funebre | Coescritora de la Banda Sonora       |
| 2018 | Peter Rabbit (película)                          | Mrs. Tiggy-Winkle                    | Voz                                  |
| 2018 | Charming                                         | Oráculo                              | Voz                                  |
| 2018 | Dominion (documental)                            | Ella misma                           | Documental                           |
| 2021 | Music                                            | Ella misma                           | Creadora, Directora. - Posproducción |
| 2021 | Peter Rabbit 2: The Runaway                      | Mrs. Tiggy-Winkle                    | Voz                                  |

### Televisión
| Año  | Título                    | Papel                | Notas                                                   |
| ---- | ------------------------- | -------------------- | ------------------------------------------------------- |
| 1997 | Home and Away             | Ella misma           | Cameo                                                   |
| 2014 | South Park                | Lorde (voz cantante) | Temporada 18; Episodio 3: "The Cissy"                   |
| 2015 | Transparent               | Marioneta            | Temporada 2; Episodio 9: "Man on the Land"              |
| 2018 | Nobodies                  | Ella misma           | Temporada 2; Episodio 9: "Rob in the Hood"              |
| 2019 | Scooby-Doo and Guess Who? | Ella misma           | Temporada 1; Episodio 11: "Now You Sia, Now You Don't!" |